# Ingreso marginal
En microeconomía, el ingreso marginal es el cambio en el ingreso total que se produce cuando la cantidad vendida se incrementa una unidad, es decir, al incremento del ingreso total que supone la venta adicional de una unidad de un determinado bien. Matemáticamente, la función del ingreso marginal {\displaystyle IM} es expresada como la derivada primera de la función del ingreso total {\displaystyle IT} con respecto a la cantidad.
{\displaystyle IT=P\cdot Q}
Así es la derivada de un producto:
{\displaystyle IM={\frac {dIT}{dQ}}={\frac {dP}{dQ}}\cdot Q+{\frac {dQ}{dQ}}\cdot P=P+Q\cdot {\frac {dP}{dQ}}}.

## Ingreso marginal y equilibrio de la empresa.
La condición de equilibrio de la empresa que desea maximizar su beneficio es ingreso marginal igual a coste marginal. El modelo más extendido para determinar la cantidad que deben producir las empresas, parte de la premisa, bastante realista, de que estas desean como objetivo único maximizar el beneficio obtenido. Los beneficios se definen como los ingresos menos los costes.
| {\displaystyle \ B=P(Q)\times Q-C(Q)} |

Por tanto, desde el punto de vista matemático, maximizar la función de beneficio significa que la primera derivada de esa función sea igual a cero y de esa manera en el equilibrio, el ingreso marginal será igual al coste marginal. 
| {\displaystyle \ {\frac {dB}{dQ}}={\frac {d(P\cdot Q)}{dQ}}-{\frac {dC(Q)}{dQ}}=IM-CM=0} |

| {\displaystyle \ IM=CM} |

## Ingreso Marginal yelasticidad de la demanda

Los gráficos muestran la relación entre la demanda y el ingreso total para una curva de demanda lineal. A medida que el precio decrece en el tramo elástico, el ingreso total se incrementa, pero en el tramo inelástico, el ingreso total decrece. El ingreso total se maximiza en la cantidad donde la elasticidad demanda precio es igual a 1.

Partiendo de la fórmula de la elasticidad demanda precio:
{\displaystyle E_{p}={\frac {P}{Q_{d}}}\times {\frac {dQ_{d}}{dP}}\Rightarrow {\frac {P}{E_{p}}}=\ {Q_{d}}\times {\frac {dP}{dQ_{d}}}}

Sustituyendo en la fórmula que describe el ingreso marginal, nos queda una fórmula que relaciona el ingreso marginal con la elasticidad precio de la demanda:

{\displaystyle IM={\frac {dIT}{dQ}}={\frac {dP}{dQ}}\cdot Q+{\frac {dQ}{dQ}}\cdot P=P+Q\cdot {\frac {dP}{dQ}}=P+{\frac {P}{E_{p}}}=\ P\times \left(\ 1+{\frac {1}{E_{p}}}\right)=\ P\times \left(\ 1-{\frac {1}{|E_{p}|}}\right)}.

### Elasticidad e ingreso total (Variaciones en el precio e ingreso total)
Cuando la elasticidad en valor absoluto es 1, el ingreso marginal es cero, puesto que esto significa que el incremento del precio se ve compensado por la disminución de la cantidad demandada sin variar por tanto el ingreso total.
- Si la elasticidad es inferior a 1, la subida del precio conlleva un ingreso marginal menos negativo que el del tramo de demanda que se pierde al aumentar el precio y por tanto sube el ingreso total.
- Si la elasticidad es superior a 1, la subida del precio conlleva menos tramo de ingreso marginal positivo al verse reducida la cantidad demandada por el aumento de precio y por tanto desciende el ingreso total.

### Elasticidad e ingreso marginal (Variaciones en la cantidad producida e ingreso total)
De acuerdo con la fórmula que desarrolla el ingreso marginal y lo vincula con la elasticidad:
- Si la demanda es inelástica, el ingreso marginal (la variación del ingreso cuando aumenta una unidad de cantidad producida) es negativo. Por lo que el ingreso disminuye cuando aumenta la producción.
- Si la demanda es elástica (elasticidad > 1), el ingreso marginal será positivo. Por lo que el ingreso aumenta cuando aumenta la producción.

## Ingreso marginal encompetencia perfecta
En competencia perfecta el precio se comporta como una constante con lo que en la derivada del ingreso
{\displaystyle \left({\frac {dP}{dQ}}=0\right)}
y así el ingreso marginal que como se ha expuesto antes es  {\displaystyle IM={\frac {dIT}{dQ}}={\frac {dP}{dQ}}\cdot Q+{\frac {dQ}{dQ}}\cdot P=0\cdot Q+P=P},
es decir ingreso marginal es igual al precio y la condición de equilibrio precio igual al coste marginal.

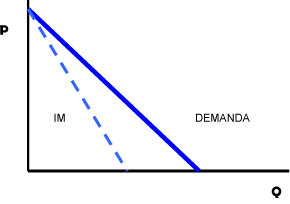
Figura 1 Curva de demanda e ingreso marginal.

## Ingreso marginal y elmonopolio
En un monopolio la elevación del precio producirá una disminución de las venta y el ingreso irá descendiendo, así: ({\displaystyle {\frac {dP}{dQ}}<0}) y por tanto el ingreso marginal es menor que el precio. 
De acuerdo con la relación entre ingreso marginal y elasticidad, un monopolista nunca elegirá un punto en la que la curva de demanda sea inelástica pues si la elasticidad es menor que uno el ingreso marginal será negativo y en consecuencia, probablemente no podrá ser igual al coste marginal. En consecuencia el punto que produce un beneficio máximo se tiene que encontrar situado donde la elasticidad sea mayor que 1.

### Caso especial: curva inversa de demanda de carácter lineal
En el caso especial que la curva inversa de demanda sea de carácter lineal:
{\displaystyle p=a-b\cdot Q}, el ingreso será:{\displaystyle IT=P\cdot Q}. y por tanto: {\displaystyle IT=a\cdot Q-b\cdot Q^{2}}.
y por tanto el :{\displaystyle IM=a-2\cdot b\cdot Q}

En la figura 1 se muestra el trazado de la demanda y del ingreso marginal, en este último caso.